# Coresthetopsis arachne
Coresthetopsis arachne är en skalbaggsart som först beskrevs av Fauvel 1906.  Coresthetopsis arachne ingår i släktet Coresthetopsis och familjen långhorningar. Inga underarter finns listade i Catalogue of Life.